# Silnice D120
Silnice D120 (chorvatsky Državna cesta D120) je silnice v Chorvatsku. Je dlouhá 42,9 km, prochází po celé délce ostrova Mljet a je jeho nejdůležitější silnicí. V některých případech silnice prochází vnitrozemím ostrova, v některých těsně při pobřeží. Kromě silnice D120 se nachází na Mljetu ještě malá silnice D123.

## Průběh
Pomena, Goveđari, Polače, Babino Polje, Sobra, Prožura, Maranovići, Korita, Saplunara